# Manio Acilio Glabrión (cónsul 154 a. C.)
Manio Acilio Glabrión  fue un magistrado romano, hijo del cónsul del año 191 a. C. Manio Acilio Glabrión. 

## Biografía
En 181 a. C. fue nombrado duunviro para consagrar, en virtud de un decreto del Senado, el templo de la Piedad construido por su padre. El anciano Glabrión había prometido este templo el día de su encuentro con Antíoco en las Termópilas y su hijo había depositado una estatua ecuestre de su padre, la primera estatua dorada erigida en Roma. Después fue uno de los ediles curules del año 165 a. C. y organizó los Juegos Megalenses. En 154 a. C. fue cónsul sufecto al ocupar el cargo por la muerte del cónsul titular Lucio Postumio Albino.